# Adrien Fourmaux
Adrien Fourmaux (*3. května 1995) je francouzský automobilový závodník, jezdec rallye. V současnosti (2022) je jezdcem týmu M-Sport Ford WRT ve třídě WRC-1 (Rally1) a závodí se speciálem Ford Puma Rally1.

## Kariéra
Fourmaux se stal v roce 2018 juniorským mistrem Drancie, odměnou mu pak za to byl debut na mistrovství světa; debutoval na Rallye Monte Carlo 2019 a překvapivě získal svůj první bod v kariéře na MS, a to s vozem Ford Fiesta R5.
V průběhu sezony 2019 získal plnou podporu francouzského FFSA (tamější obdoba AČR) a startoval s vozem Ford Fiesta R5 pod jejich dohledem. Na soutěžích v Monte Carlu a Walesu se umístil na stupních vítězů v kategorii Mistrovství světa v rallye-2.
V roce 2020 podepsal smlouvu s týmem M-Sport Ford WRT, aby mohl startovat v kategorii WRC-2. V sezoně se umístil na celkovém třetím místě, a to díky druhým místům z Monte Carla, Estonska a Turecka. Kromě toho si svou účast v MS okořenil dvěma starty v ME, a to na Rally di Roma Capitale, kterou nedokončil a Rally Islas Canarias, kterou vyhrál absolutně.
Sezonu 2021 pak trávil kombinováním nového vozu Ford Fiesta Rally2 a prvními starty s vozem specifikace WRC, opět vše pod taktovkou M-Sportu. Adriena si M-Sport ponechal i pro rok 2022, nicméně v týmu začala panovat nespokojenost s jeho výsledky, drtivou většinu soutěží nedokončil a jeho nejlepším výsledkem je sedmé místo z Estonska.

## Výsledky

### Mistrovství Světa v rallye
| Rok  | Tým              | Třída  | Vůz                | 1       | 2       | 3       | 4     | 5       | 6       | 7      | 8       | 9       | 10     | 11     | 12     | 13     | 14    | PJ   | Body |
| ---- | ---------------- | ------ | ------------------ | ------- | ------- | ------- | ----- | ------- | ------- | ------ | ------- | ------- | ------ | ------ | ------ | ------ | ----- | ---- | ---- |
| 2019 | Adrien Fourmaux  | WRC-2  | Ford Fiesta R5     | MON 2   |         |         | FRA 9 | ARG     | CHL     | POR 13 |         |         | GER 8  | TUR    | GBR 3  |        |       | 13.  | 39   |
| 2019 | Adrien Fourmaux  | JWRC   | Ford Fiesta R2     |         | SWE 45  | MEX     |       |         |         |        | ITA 36  | FIN 23  |        |        |        |        |       | NC   | 0    |
| 2019 | Adrien Fourmaux  | WRC-2  | Ford Fiesta Rally2 |         |         |         |       |         |         |        |         |         |        |        |        | ESP 13 | AUS C | 13.  | 39   |
| 2020 | M-Sport Ford WRT | WRC-2  | Ford Fiesta Rally2 | MON 2   | SWE 4   | MEX     | EST 2 | TUR 2   | ITA Ret | MNZ 4  |         |         |        |        |        |        |       | 3.   | 78   |
| 2021 | M-Sport Ford WRT | WRC-2  | Ford Fiesta Rally2 | MON 2   | ARC 9   |         |       | ITA 6   |         | EST 4  |         |         |        |        |        |        |       | 10.  | 48   |
| 2021 | M-Sport Ford WRT | WRC    | Ford Fiesta WRC    |         |         | CRO 5   | POR 6 |         | KEN 5   |        | BEL Ret | GRE 7   | FIN 7  | ESP 16 | MNZ 55 |        |       | 10.  | 42   |
| 2022 | M-Sport Ford WRT | Rally1 | Ford Puma Rally1   | MON Ret | SWE Ret | CRO Ret | POR 9 | ITA Ret | KEN 13  | EST 7  | FIN 18  | BEL Ret | GRE WD | NZL    | ESP    | JPN    |       | 18.* | 9*   |

### Mistrovství Evropy v rallye
| Rok  | Tým              | Vůz                | 1       | 2   | 3   | 4   | 5     | PJ  | Body |
| ---- | ---------------- | ------------------ | ------- | --- | --- | --- | ----- | --- | ---- |
| 2020 | M-Sport Ford WRT | Ford Fiesta Rally2 | ITA Ret | LAT | PRT | HUN | ESP 1 | 10. | 37   |